# فديهه (تربت حيدريه)
فدیهه (بالفارسية:روستای فدیهه)، هي إحدى القری التابعة لريف بایك في قسم بایك من مقاطعة تربت حيدريه، في محافظة خراسان رضوي الإيرانية.

## السكان
- حسب إحصاءات سنة 2006، بلغ إجمالي السكان في هذه القرية 380 نسمة موزعين على 122 مسكن.[2]

## وصلات خارجية
- إدارة مقاطعة تربت حيدريه.[وصلة مكسورة]
- بلدية تربت حيدريه. نسخة محفوظة 24 ديسمبر 2016 على موقع واي باك مشين.
- إدارة تعليم تربت حيدريه. نسخة محفوظة 25 أبريل 2013 على موقع واي باك مشين.